# Okręg nowogródzki
Okręg nowogródzki – tymczasowa jednostka administracyjna drugiej instancji funkcjonująca na przełomie lat 1920–1921 na obszarze ziem objętych umową o preliminaryjnym pokoju i rozejmie (tzw. Kresy Wschodnie), podpisaną w Rydze 12 października 1920. Siedzibą władz okręgu był Nowogródek.
Okręg nowogródzki został utworzony 20 grudnia 1920 przez Rząd RP z części dotychczasowych okręgów administrowanych przez ZCZW (1919-20) i TZTPiE (1920): wileńskiego (oprócz powiatów należących do Litwy Środkowej), brzeskiego (północno-zachodnia część) i zachodnich skrawków mińskiego. Na czele okręgu stanął naczelnik okręgu, będący przedstawicielem Rządu, odpowiedzialnym wykonawcą zleceń ministrów i zwierzchnikiem władz i urzędów.
W skład okręgu nowogródzkiego weszły powiaty: 
- z okręgu wileńskiego:
  - brasławski (utworzony 31 października 1919; bez 6 gmin włączonych w lipcu 1920 do Łotwy)
  - duniłowicki (utworzony 7 listopada 1920, także z części okręgu mińskiego)
  - dziśnieński
  - grodzieński
  - lidzki
  - nowogródzki
  - wilejski (oprócz pd.-wsch. skrawków)
  - wołożyński (utworzony 12 grudnia 1920)

- z okręgu brzeskiego:
  - baranowicki (utworzony 1 sierpnia 1919)
  - nieświeski (utworzony 7 listopada 1920, także z części okręgu mińskiego)
  - słonimski
  - wołkowyski

- z okręgu mińskiego:
  - stołpecki (utworzony 12 grudnia 1920)

19 lutego 1921 okręg nowogródzki przekształcono w województwo nowogródzkie, z wyjątkiem powiatów grodzieńskiego i wołkowyskiego, które przyłączono do utworzonego wcześniej (14 sierpnia 1919) województwa białostockiego. Równocześnie zastrzeżono, że rozgraniczenie województwa nowogródzkiego od przyszłego województwo wileńskiego nastąpi w osobnej ustawie.